# Camilla Sernagiotto

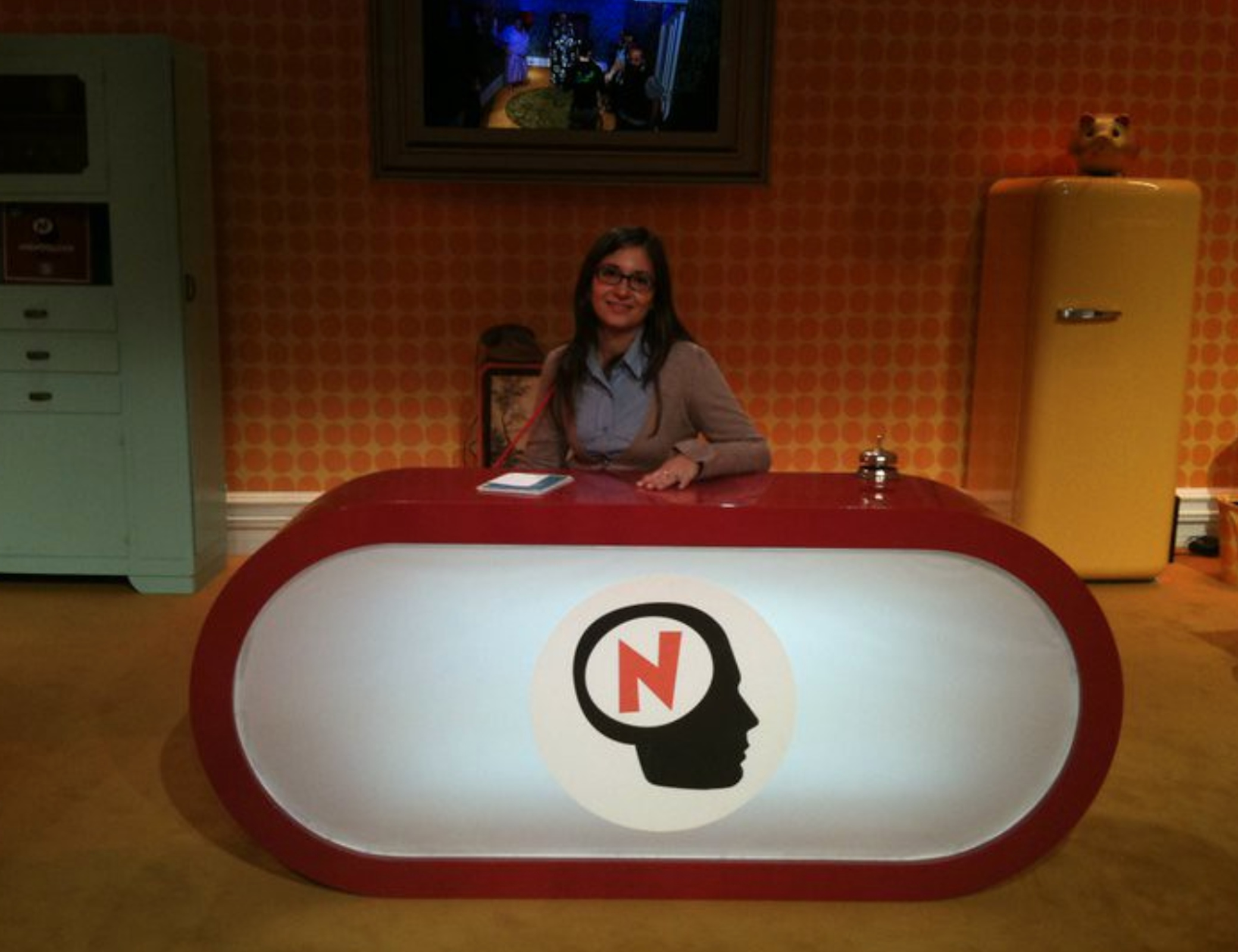
Camilla Sernagiotto negli studi televisivi di Nientology, programma televisivo di Deejay TV

Camilla Sernagiotto (Voghera, 7 ottobre 1982) è una scrittrice e giornalista italiana.

## Biografia
Lavora in televisione con Fabio Volo, Andrea Pezzi, Kris & Kris, La Pina e Diego Passoni in programmi televisivi di MTV, Deejay TV e All Music come Italo Americano, Crispy News, Nientology e Generazione AK. Ha condotto per anni il telegiornale Flash di MTV. Dal 2010 è giornalista del Corriere della Sera e di Sky TG 24. Tiene su Grazia una rubrica mensile in cui consiglia i migliori libri del mese.
Nel 2009 dà alle stampe il suo primo romanzo, Sushiettibile, edito da Robin Edizioni, mentre tra il 2011 e il 2012 pubblica I bambini sono nati con successo, per Galaad Edizioni, e il doppio giallo Circuito chiuso/Annales, per Fazi Editore. Nel 2013 scrive Hipster dixit - Manuale per diventare un Hipster con i baffi, approfondimento pop sulla cultura hipster, parte della collana Le meraviglie di Fazi Editore. È autrice con Andrea Sgaravatti de Il saloon di Adele, webserie di Donna Moderna presentata al Roma Web Fest e prodotta dalla casa di produzione Brandon Box.
Nel 2022 pubblica La maledizione del Dakota. Rosemary's Baby, Cielo Drive, John Lennon e altri fatti oscuri, pubblicato da Arcana Edizioni, la casa editrice fondata a Roma negli anni settanta da Fernanda Pivano e Raimondo Biffi (che oggi fa parte del gruppo editoriale Lit Edizioni). La maledizione del Dakota di Sernagiotto è un saggio sviluppato come libro d'inchiesta, in cui Sernagiotto ricollega fatti di sangue, misteri, maledizioni e vicende oscure che coinvolgono il mondo dello spettacolo. Il filo conduttore è il Dakota, il palazzo di New York in cui l’8 dicembre del 1980 fu assassinato John Lennon e in cui nel 1968 fu ambientato il film Rosemary's Baby di Roman Polański. Il saggio lega, tra gli altri, due fatti di cronaca nera americana: l’omicidio di Lennon e l’eccidio di Cielo Drive, ovvero il massacro ordinato da Charles Manson ad alcuni dei seguaci della sua "Family", in cui fu uccisa l’attrice Sharon Tate, moglie di Polański. Nel dicembre 2023 è uscito La maledizione del Dakota - Il podcast, «la serie audio ispirata al libro best seller della giornalista Camilla Sernagiotto, pubblicato da Arcana nel 2022 con il titolo di La maledizione del Dakota. Rosemary’s Baby, Cielo Drive, John Lennon e altri fatti oscuri. Il podcast è scritto e interpretato dalla stessa autrice del libro, Camilla Sernagiotto, e prodotto da Brandon Box» si legge sul sito di Sky TG 24. 

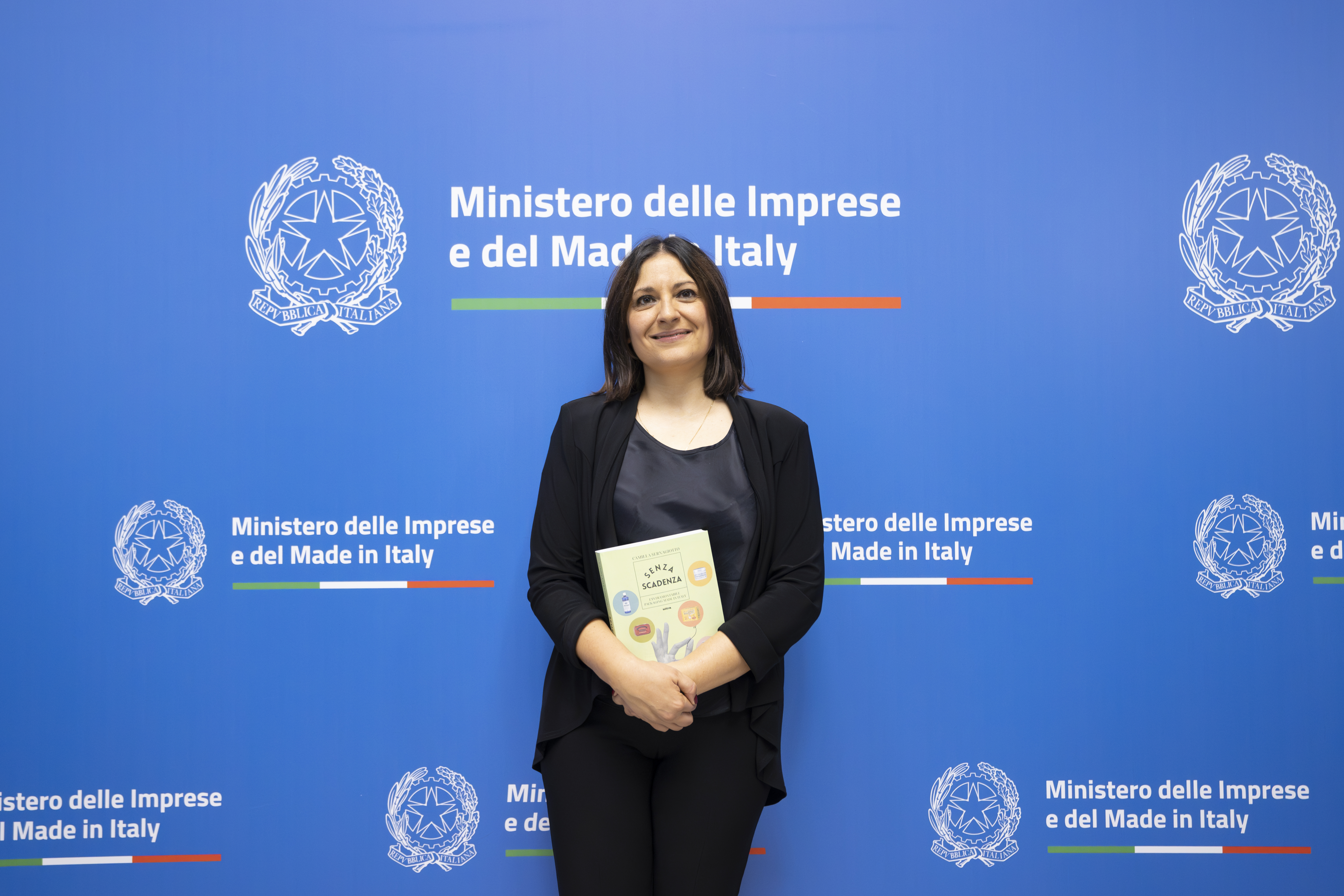
Camillla Sernagiotto alla presentazione istituzionale di "Senza scadenza" al Ministero delle Imprese e del Made in Italy

Nel 2023 esce un nuovo saggio di Sernagiotto, intitolato La trappola atomica. Come la bomba ha contaminato la cultura pop, pubblicato da Ultra Edizioni. Il libro parte dalla storia del Progetto Manhattan (il programma militare statunitense da cui nacque la prima bomba atomica, chiamata Gadget), per poi analizzare i passaggi che hanno portato allo sgancio delle bombe su Hiroshima e Nagasaki e trattare di tutti i prodotti culturali che parlano di bomba. Il volume mette insieme le varie opere culturali sull'atomica, dai film Il dottor Stranamore e Il pianeta delle scimmie alle serie televisive Lost e Manhattan, dalle serigrafie di Andy Warhol alle opere di street art di Banksy, fino a videogame come Call of Duty, Fallout e Civilization. Molti degli interessati - gli artisti ancora viventi oppure i loro eredi - sono stati direttamente interpellati.

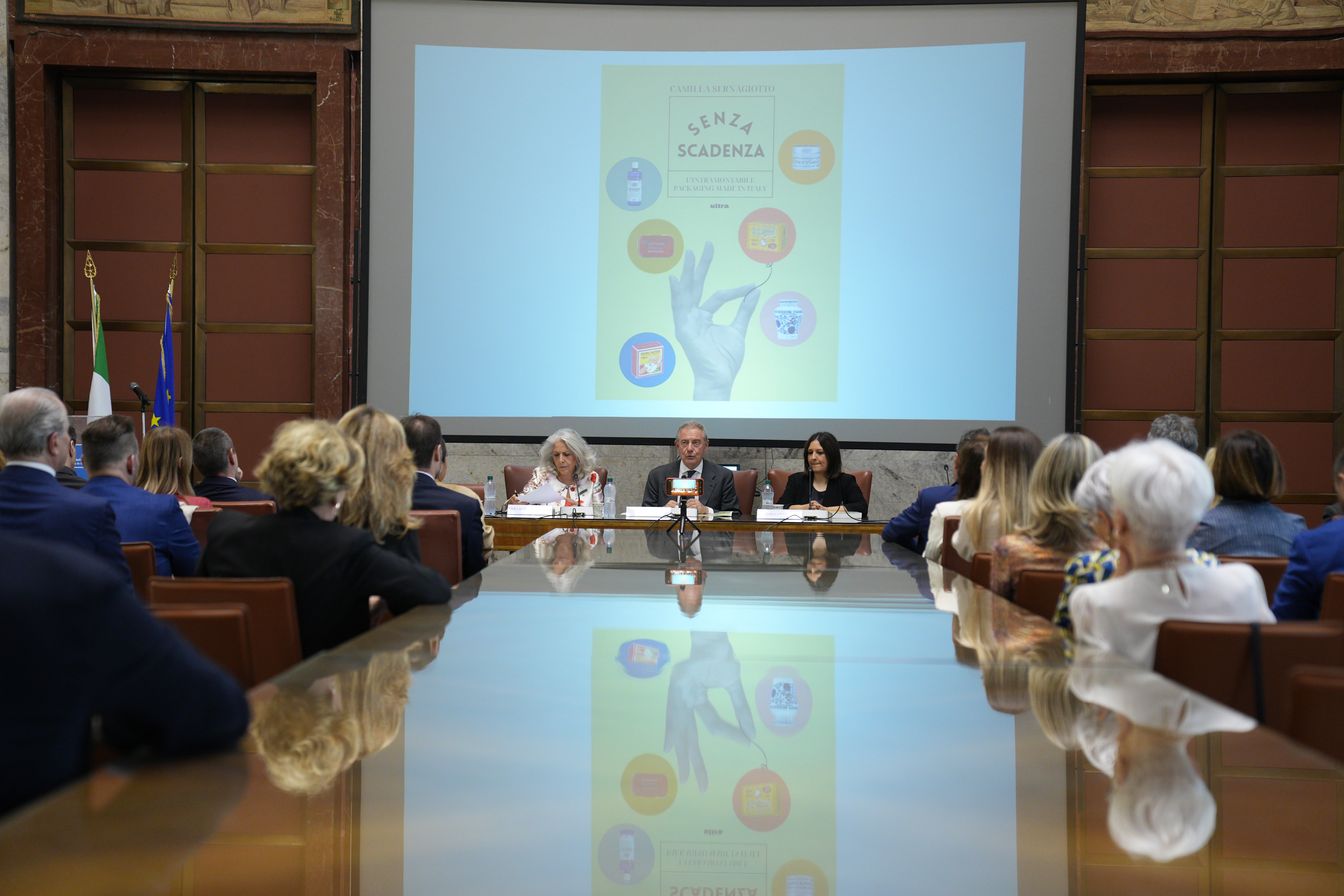
Il libro "Senza scadenza" di Sernagiotto al Ministero delle Imprese e del Made in Italy con il Ministro Urso, la giornalista Paola Severini Melograni e l'autrice

La trappola atomica illustra la teoria di Camilla Sernagiotto (già presentata dalla giornalista su Sky TG24) secondo cui la serie televisiva Twin Peaks di David Lynch sarebbe una metafora del Progetto Manhattan. Le coincidenze tra i personaggi della serie televisiva di Lynch e gli scienziati, i politici e i militari collegati alla bomba sembrano molte. L'ipotesi fu formulata da Sernagiotto già prima che andasse in onda l'episodio 8 della serie sequel di Twin Peaks, che mostra la sequenza dell'esplosione della bomba atomica (trasmesso per la prima volta il 25 giugno 2017 su Showtime in USA e il 30 giugno 2017 in Italia su Sky Atlantic).
Nel novembre 2023 pubblica Senza scadenza. L’intramontabile packaging made in Italy (Ultra, 2023), un libro che riunisce le confezioni di prodotti italiani rimaste invariate. «Dal barattolo della colla Coccoina al vaso bianco e blu di Amarena Fabbri fino alla tazzina marrone della Coppa del Nonno e al tubetto di Crystal Ball, sessanta aziende che rappresentano l’eccellenza del made in Italy hanno aperto i propri archivi per questo libro, che racconta e analizza le confezioni più celebri prodotte dall’industria italiana. Tra scatole, barattoli, bottiglie e altri sorprendenti contenitori, Senza scadenza: l’intramontabile packaging made in Italy è la prima grande enciclopedia del packaging italiano senza tempo» si legge su Sky TG24.
Sul numero della rivista Forbes uscito nel febbraio 2024, un articolo di due pagine dedicato a Senza scadenza (intitolato Scatole di storia e firmato dal giornalista Marco Gemelli) scrive del libro di Camilla Sernagiotto: «Più che un’enciclopedia, un diario sentimentale. Suo e di un intero Paese».

Il libro Senza scadenza è stato scelto da Pitti Immagine per essere presentato a Firenze nell'ambito del Pitti Taste, il salone di Pitti Immagine dedicato al settore food & beverage: il 3 febbraio 2024 l'autrice ha presentato il libro presso l'Unicredit Taste Arena alla diciassettesima edizione del Taste. Il 13 aprile 2024, Senza scadenza ha vinto il Premio dell'Accademia Res Aulica, consegnato a Bologna all'autrice (premiata per la sezione saggistica, mentre per la sezione narrativa ha vinto Giulio Leoni).  Senza scadenza. L'intramontabile packaging Made in Italy è stato presentato con un evento istituzionale a Roma presso il Ministero delle Imprese e del Made in Italy, alla presenza del ministro delle Imprese e del Made in Italy Adolfo Urso e dei proprietari e rappresentanti delle oltre 60 aziende italiane presenti nella raccolta, che hanno aperto alla giornalista i propri archivi. 
Nel 2024 esce Cose molto italiane. Le icone che hanno fatto la storia del Made in Italy (Ultra, 2024),  che "dopo il successo del precedente Senza scadenza. L’intramontabile packaging del Made in Italy, fa tornare Camilla Sernagiotto in libreria con una nuova opera dedicata ai piccoli grandi protagonisti del nostro Pese: i prodotti-simbolo, quelle icone che ne hanno tracciato storia e grandezza. Dalla Nutella alle scarpe Superga, dalla Ferrari alla Barilla, dal cappello Borsalino all’album di figurine Panini fino ad arrivare a La Settimana Enigmistica e alla crema per Venus, alla brillantina Linetti, alle gomme da masticare Brooklyn, allo pneumatico Pirelli e al fumetto Tex, si tratta di una vera e propria Odissea nel genio e nella creatività targati Italia", secondo Sky Tg24. Cose molto italiane è "un equilibrio perfetto tra nostalgia del passato e speranzosa fiducia nel futuro, oltre che tra memoria e innovazione, tema che è anche al centro della prefazione scritta dal ministro delle Imprese e del Made in Italy Adolfo Urso. Il ministro ringrazia Camilla Sernagiotto per questo secondo lavoro sui prodotti storici italiani e la definisce una vera e propria biografa del Made in Italy", si legge sul sito di TGcom24.

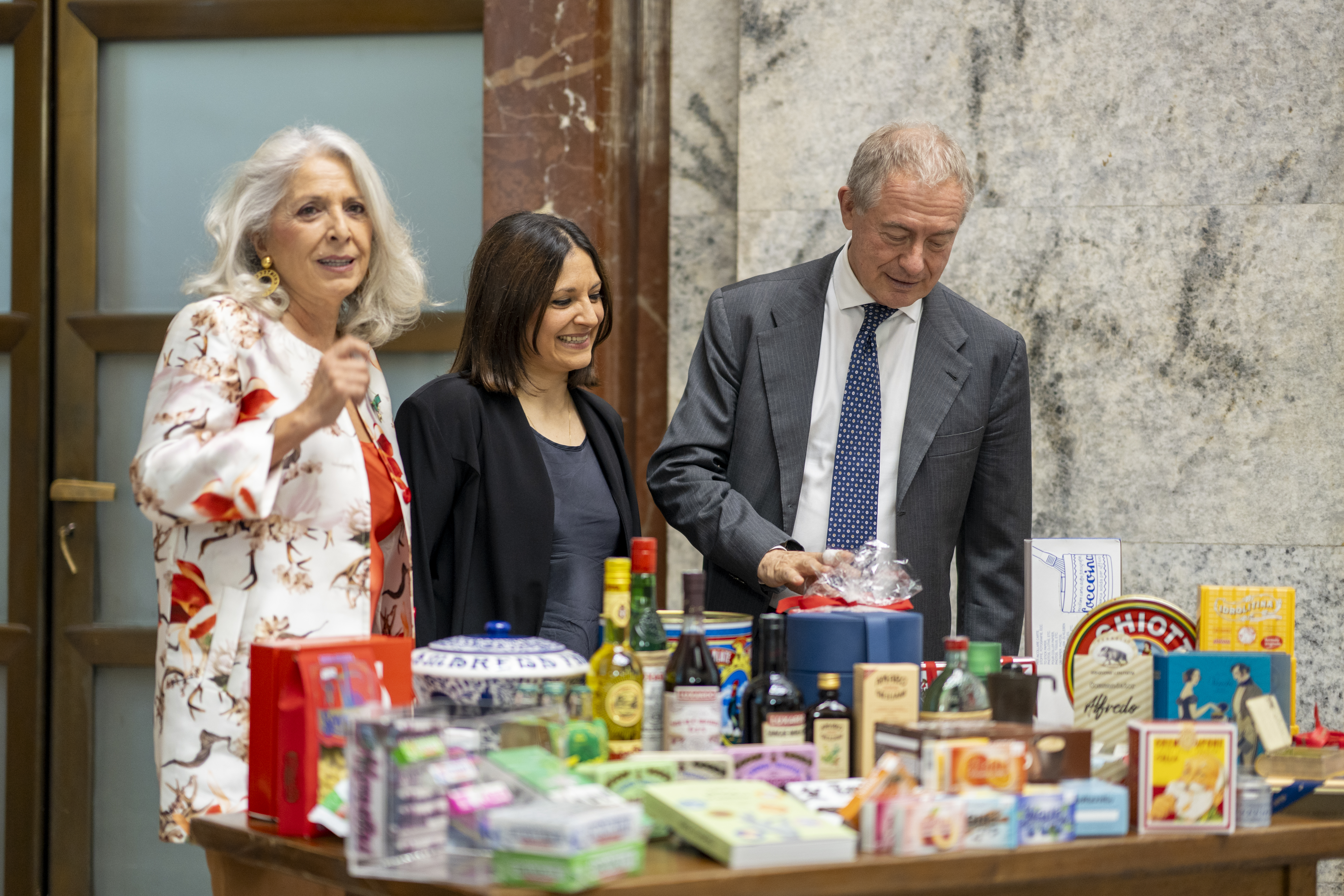
La conduttrice Paola Severini Melograni, la scrittrice Camilla Sernagiotto e il Ministro Urso al Ministero del Made in Italy

Oltre che al Corriere della Sera, a Sky TG 24 e a Grazia, Sernagiotto collabora con diverse testate giornalistiche, tra cui Vanity Fair, Wired, Donna Moderna, Vice, GQ e TuStyle. Si occupa di cultura, spettacolo, attualità, politica, tecnologia, moda, beauty e lifestyle.
Nel 2023 la città di Voghera ha conferito a Camilla Sernagiotto la benemerenza civica, per i risultati conseguiti in campo giornalistico e letterario.

## Opere

### Romanzi
- Sushiettibile, Robin Edizioni, 2009 ISBN 8873715435
- I bambini sono nati con successo, Galaad Edizioni, 2011 ISBN 9788895227542

- Circuito chiuso/Annales, Fazi Editore, 2012, ISBN 9788864115689
- Piccolo cinema inferno, Fazi Editore, 2013, ISBN 9788876258275

### Saggi
- Hipster dixit - Manuale per diventare un Hipster con i baffi, Fazi Editore, ebook, 2013 ISBN 9788876252372
- La maledizione del Dakota. Rosemary's Baby, Cielo Drive, John Lennon e altri fatti oscuri, Arcana Edizioni, 2022 ISBN 9788892771512
- La trappola atomica. Come la bomba ha contaminato la cultura pop, Ultra Edizioni, 2023 ISBN 8892782150
- Senza scadenza. L'intramontabile packaging Made in Italy, Ultra Edizioni, 2023 ISBN 9788892782860
- Cose molto italiane. Le icone che hanno fatto la storia del Made in Italy, Ultra Edizioni, 2024 ISBN  9788892783928

## Riconoscimenti
- Civica Benemerenza “Summa Viqueria” conferita dalla Città di Voghera, 2023[39]

- Premio Res Aulica conferito dall'Accademia Res Aulica di Bologna per il libro Senza scadenza. L'intramontabile packaging made in Italy, 2024[40]

- Premio Maria Montessori conferito dalla Città di Voghera, 2024[41]